# Haute École namuroise catholique

La Haute École namuroise catholique (HENaC) était une haute école belge de l'enseignement libre située en Communauté française de Belgique dans la ville de Namur. Elle fusionne avec l'Institut d'enseignement supérieur de Namur le 15 septembre 2007 pour former la Haute École de Namur (HeNam). 
Cette nouvelle école fait depuis 2011 partie de la Haute École de Namur-Liège-Luxembourg. 
La HENaC possèdait trois implantations : une à Malonne, une à Namur ainsi qu'une à Champion.